# Trisha Krishnan
Trisha Krishnamurthy, dite Trisha Krishnan, née le 4 mai 1984 à Chennai, Tamil Nadu, est une actrice et mannequin indienne, qui travaille principalement dans des films en Tamoul et en Télougou. Elle apparaît également dans quelques films Hindi et Malayalam.
Elle a été remarquée après avoir remporté plusieurs concours de beauté comme le concours Miss Madras (1999), qui a marqué son entrée dans le cinéma.

## Biographie
Trisha Krishnamurthy est née en 1983 à Chennai dans une famille tamoule de Palakkad Iyer,. Elle accomplit sa scolarité à l'École d'inscription du Sacré-Cœur à Church Park, Chennai. Elle poursuit ensuite après le baccalauréat en administration des affaires (BBA) au Collège Ethiraj pour femmes (Chennai).
Elle travaille aussi comme modèle et apparaît dans plusieurs publicités imprimées et télévisées. En 1999, elle remporte le concours de beauté Miss Salem et plus tard la même année, le concours Miss Madras. Elle remporte également le prix Beau sourire du concours Miss Inde 2001.
Après avoir joué dans un second rôle dans le film tamoul Jodi de 1999, elle obtient son premier rôle principal dans un film de 2002 Mounam Pesiyadhe. Plus tard, elle devient célèbre pour ses rôles dans des films à succès comme Saamy (2003), Lesa Lesa  (2003), Ghilli (2004) dans le cinéma Tamoul et Varsham (2004) dans le cinéma Télougou. Elle remporte avec ce rôle dans Varsham son premier Filmfare Award de la meilleure actrice en télougou 2004. Elle obtient ce prix deux fois de plus pour Nuvvostanante Nenoddantana (2005) et Aadavari Matalaku Ardhalu Verule (2008). En 2010, elle fait ses débuts à Bollywood dans Khatta Meetha.
Elle a été vue notamment dans des roles à succès en Tamoul tels que Abhiyum Naanum (2008), Vinnaithaandi Varuvaayaa (2010), Endrendrum Punnagai (2013), Yennai Arindhaal (2015), Thoongaa Vanam (2015), Kodi (2016), '96 (2018) et Ponniyin Selvan: I (2022) et Ponniyin Selvan: II (2023).

## Filmographie
| Année | Film                             | Role(s)                   | Réalisateur              | Langue    | Notes                                                   |
| ----- | -------------------------------- | ------------------------- | ------------------------ | --------- | ------------------------------------------------------- |
| 1999  | Jodi                             | Amie de Gayathri          | Praveen Gandhi           | Tamoul    | Rôle non crédité                                        |
| 2002  | Mounam Pesiyadhe                 | Sandhya                   | Ameer                    | Tamoul    |                                                         |
| 2003  | Manasellam                       | Malar                     | Santhosh                 | Tamoul    |                                                         |
| 2003  | Saamy                            | Bhuvana                   | Hari                     | Tamoul    |                                                         |
| 2003  | Lesa Lesa                        | Bala                      | Priyadarshan             | Tamoul    |                                                         |
| 2003  | Alai                             | Meera                     | Vikram Kumar             | Tamoul    |                                                         |
| 2003  | Enakku 20 Unakku 18              | Preethi                   | Jyothi Krishna           | Tamoul    |                                                         |
| 2003  | Nee Manasu Naaku Telusu          | Preethi                   | Jyothi Krishna           | Télougou  |                                                         |
| 2004  | Varsham                          | Shailaja                  | Sobhan                   | Télougou  | Prix Filmfare de la meilleure actrice - Telugu          |
| 2004  | Ghilli                           | Dhanalakshmi              | Dharani                  | Tamoul    |                                                         |
| 2004  | Aaytha Ezhuthu                   | Meera                     | Mani Ratnam              | Tamoul    |                                                         |
| 2005  | Thirupaachi                      | Subha                     | Perarasu                 | Tamoul    |                                                         |
| 2005  | Nuvvostanante Nenoddantana       | Siri                      | Prabhu Deva              | Télougou  | Prix Filmfare de la meilleure actrice - Télougou        |
| 2005  | Ji                               | Bhuvana                   | N. Lingusamy             | Tamoul    |                                                         |
| 2005  | Athadu                           | Poori                     | Trivikram Srinivas       | Télougou  |                                                         |
| 2005  | Allari Bullodu                   | Trisha                    | K. Raghavendra Rao       | Télougou  |                                                         |
| 2005  | Aaru                             | Maha                      | Hari                     | Tamoul    |                                                         |
| 2006  | Aathi                            | Anjali                    | Ramana                   | Tamoul    |                                                         |
| 2006  | Pournami                         | Pournami                  | Prabhu Deva              | Télougou  |                                                         |
| 2006  | Bangaram                         | Elle-même                 | Dharani                  | Télougou  | Apparence spéciale                                      |
| 2006  | Unakkum Enakkum                  | Kavitha                   | Mohan Raja               | Tamoul    |                                                         |
| 2006  | Stalin                           | Chitra                    | A. R. Murugadoss         | Télougou  |                                                         |
| 2006  | Sainikudu                        | Varalakshmi               | Gunasekhar               | Télougou  |                                                         |
| 2007  | Aadavari Matalaku Arthale Verule | Keerthi                   | Selvaraghavan            | Télougou  | Prix Filmfare de la meilleure actrice - Télougou        |
| 2007  | Kireedam                         | Divya                     | A. L. Vijay              | Tamoul    |                                                         |
| 2008  | Krishna                          | Sandhya                   | V. V. Vinayak            | Télougou  |                                                         |
| 2008  | Bheemaa                          | Charu                     | N. Lingusamy             | Tamoul    |                                                         |
| 2008  | Velli Thirai                     | Elle-même                 | Viji                     | Tamoul    | Caméo apparence                                         |
| 2008  | Kuruvi                           | Devi                      | Dharani                  | Tamoul    |                                                         |
| 2008  | Bujjigadu                        | Chitti                    | Puri Jagannadh           | Télougou  |                                                         |
| 2008  | Abhiyum Naanum                   | Abhi                      | Radha Mohan              | Tamoul    | Prix spécial du Tamil Nadu State Film Award             |
| 2008  | King                             | Sravani                   | Srinu Vaitla             | Télougou  |                                                         |
| 2009  | Sarvam                           | Sandhya                   | Vishnuvardhan            | Tamoul    |                                                         |
| 2009  | Sankham                          | Mahalakshmi               | Siva                     | Télougou  |                                                         |
| 2010  | Namo Venkatesa                   | Pooja                     | Srinu Vaitla             | Télougou  |                                                         |
| 2010  | Vinnaithaandi Varuvaayaa         | Jessie Thekekuttu         | Gautham Menon            | Tamoul    |                                                         |
| 2010  | Ye Maaya Chesave                 | Elle-même                 | Gautham Menon            | Télougou  | Apparence d'invité                                      |
| 2010  | Khatta Meetha                    | Gehna Ganphule            | Priyadarshan             | Hindi     |                                                         |
| 2010  | Manmadan Ambu                    | Ambujakashi (Nisha)       | K. S. Ravikumar          | Tamoul    |                                                         |
| 2011  | Teen Maar                        | Meera Shastri             | Jayanth C. Paranjee      | Télougou  |                                                         |
| 2011  | Mankatha                         | Sanjana                   | Venkat Prabhu            | Tamoul    |                                                         |
| 2012  | Bodyguard                        | Keerthi                   | Gopichand Malineni       | Télougou  |                                                         |
| 2012  | Dammu                            | Sathya                    | Boyapati Srinu           | Télougou  |                                                         |
| 2013  | Samar                            | Maya                      | Thiru                    | Tamoul    |                                                         |
| 2013  | Endrendrum Punnagai              | Priya                     | I. Ahmed                 | Tamoul    |                                                         |
| 2014  | Power                            | Prashanti                 | K. Madesh                | Kannada   |                                                         |
| 2015  | Yennai Arindhaal                 | Hemanika                  | Gautham Menon            | Tamoul    |                                                         |
| 2015  | Lion                             | Mahalakshmi               | Satyadev                 | Télougou  |                                                         |
| 2015  | Sakalakala Vallavan              | Divya                     | Suraj                    | Tamoul    |                                                         |
| 2015  | Thoongaa Vanam                   | Mallika                   | Rajesh M. Selva          | Tamoul    |                                                         |
| 2015  | Cheekati Rajyam                  | Mallika                   | Rajesh M. Selva          | Télougou  |                                                         |
| 2015  | Bhooloham                        | Sindhu                    | N. Kalyanakrishnan       | Tamoul    |                                                         |
| 2016  | Aranmanai 2                      | Anitha                    | Sundar C.                | Tamoul    |                                                         |
| 2016  | Nayaki                           | Gayathri                  | Goverdhan Reddy          | Télougou  |                                                         |
| 2016  | Nayagi                           | Gayathri                  | Goverdhan Reddy          | Tamoul    |                                                         |
| 2016  | Kodi                             | Rudhra                    | R. S. Durai Senthilkumar | Tamoul    | Filmfare Critics Award de la meilleure actrice - Tamoul |
| 2018  | Hey Jude                         | Crystal Ann Chakraparambu | Shyamaprasad             | Malayalam |                                                         |
| 2018  | Mohini                           | Mohini / Vaishnavi        | Ramana Madhesh           | Tamoul    |                                                         |
| 2018  | '96                              | Janaki Devi               | C. Prem Kumar            | Tamoul    | Prix Filmfare de la meilleure actrice - Tamoul          |
| 2019  | Petta                            | Saro                      | Karthik Subbaraj         | Tamoul    |                                                         |
| 2020  | Karthik Dial Seytha Yenn         | Jessie Thekekuttu         | Gautham Menon            | Tamoul    | Court métrage; Sorti sur Youtube                        |
| 2021  | Paramapadham Vilayattu           | Gayathri                  | K. Thirugnanam           | Tamoul    |                                                         |
| 2022  | Ponniyin Selvan: I               | Kundavai Pirāttiyār       | Mani Ratnam              | Tamoul    |                                                         |
| 2022  | Raangi                           | Thaiyal Nayagi            | M. Saravanan             | Tamoul    |                                                         |
| 2023  | Ponniyin Selvan: II              | Kundavai Pirāttiyār       | Mani Ratnam              | Tamoul    |                                                         |
| 2023  | The Road                         | Meera                     | Arun Vaseegaran          | Tamoul    |                                                         |
| 2023  | Leo                              | Sathya Parthiban          | Lokesh Kanagaraj         | Tamoul    |                                                         |
| 2024  | The Greatest of All Time         | Danseuse                  | Venkat Prabhu            | Tamoul    | Apparence spéciale pour la musique (Matta)              |
| 2025  | Identity                         | Alisha Abdul Salam / Ann  | Akhil Paul / Anas Khan   | Malayalam |                                                         |
| 2025  | Vidaamuyarchi                    | Kayal Arjun               | Magizh Thirumeni         | Tamoul    |                                                         |
| 2025  | Good Bad Ugly                    | Ramya                     | Adhik Ravichandran       | Tamoul    |                                                         |
| 2025  | Thug Life                        | Indrani                   | Mani Ratnam              | Tamoul    |                                                         |
| 2025  | Vishwambhara                     |                           | Mallidi Vassishta        | Telugu    | Post-production                                         |
| 2025  | Surya45                          |                           | RJ Balaji                | Tamoul    | En cours de tournage                                    |
| TBA   | Ram                              |                           | Jeethu Joseph            | Malayalam | Film achevé                                             |

## Distinctions et récompenses

### Filmfare Awards South
- Prix Filmfare de la meilleure actrice - Telugu pour Varsham (2004)
- Prix Filmfare de la meilleure actrice - Telugu pour Nuvvostanante Nenoddantana (2005)
- Prix Filmfare de la meilleure actrice - Telugu pour Aadavari Matalaku Ardhalu Verule (2007)
- Filmfare Critics Award de la meilleure actrice - Tamoul pour Kodi  (2016)
- Prix Filmfare de la meilleure actrice - Tamoul pour '96 (2018)

### Behindwoods Awards
- Femme performante (2015)
- Meilleure actrice dans un rôle principal - Femme pour Yennai Arindhaal (2015)
- Meilleure actrice dans un rôle principal - Femme pour Thoongaa Vanam (2015)
- La princesse dorée de l'excellence du cinéma sud-indien en action (2018)

### Asiavision Awards
- Meilleure actrice de la décennie pour Hey Jude (2018)
- Meilleure actrice de la décennie pour '96 (2018)

### CineMAA Awards
- Prix CineMAA de la meilleure actrice pour Varsham (2004)
- Prix CineMAA de la meilleure actrice pour Aadavari Matalaku Ardhalu Verule (2007)

### Edison Awards
- Meilleure actrice pour Vinnaithaandi Varuvaayaa (2010)
- Meilleure actrice pour Kodi  (2016)
- Héroïne préférée pour '96 (2018)

### Asianet Film Awards
- Actrice tamoule la plus populaire (2005)
- Actrice tamoule la plus populaire pour '96 (2018)

### International Tamil Film Awards
- Meilleure nouvelle actrice pour Lesa Lesa (2003)

### Ananda Vikatan Cinema Awards
- Meilleur eactrice - Tamoul pour '96 (2018)

### Norway Tamil Film Festival Awards
- Meilleure actrice - Tamoul pour '96 (2018)

### JFW Awards
- Diva de l'Inde du Sud (2012)
- Femme accomplie (2013)
- 14 ans au cinéma (2016)
- Meilleure actrice dans un rôle principal pour '96 (2018)

### Prix Kalaimamani
- Contribution au cinéma tamoul (2010)

### Nandi Awards
- Meilleure actrice pour Nuvvostanante Nenoddantana (2005)

### Tamil Nadu State Film Awards
- Prix spécial du jury pour la meilleure actrice pour Abhiyum Naanum (2008)

### NDTV Awards
- Étoile du Sud de l'année (2010)
- NDTV Hindoue icône de style de vie (2011)

### Ritz Awards
- Prix Icone (2012)

### Santosham Film Awards
- Meilleure actrice pour Varsham (2004)
- Meilleure actrice pour Nuvvostanante Nenoddantana (2005)

- Meilleure actrice de la décennie (2012)

### South Indian International Movie Awards
- Icône jeunesse du cinéma sud-indien (2012)
- 10 ans d'excellence dans le cinéma tamoul (2013)
- Meilleure actrice pour Endrendrum Punnagai (2013)
- Actrice la plus populaire en Inde du Sud sur les réseaux sociaux (2014)
- Meilleure actrice dans un rôle négatif pour Kodi  (2016)
- Meilleure actrice - Tamoul pour '96 (2018)

### Vijay Awards
- Héroïne préférée pour Unnakum Ennakum (2006)
- Héroïne préférée pour Vinnaithaandi Varuvaayaa (2010)
- Prix spécial du jury pour la contribution aux films sud-indiens (2013)

### FeTNA Awards
- Actrice exceptionnelle pour sa contribution au cinéma tamoul (2014)

### Provoke Lifestyle Awards
- Meilleure actrice pour Yennai Arindhaal (2015)

### Avalvikatan Awards
- Héroïne persistante (2018)

### V4 Entertainment MGR-SIVAJI Academy Awards
- Meilleure actrice - Tamoul pour Kodi  (2016)
- Meilleure actrice - Tamoul pour '96 (2018)

### NAFA Awards
- Reconnaissance spéciale pour Hey Jude (2018)

### Vamsee Awards
- Meilleure actrice pour Varsham (2004)

### Vanitha Awards
- Meilleure actrice - Tamoul pour '96 (2018)

### Hindu World Of Women Awards
- Excellence dans le domaine du divertissement (2019)